# 朗缪尔方程

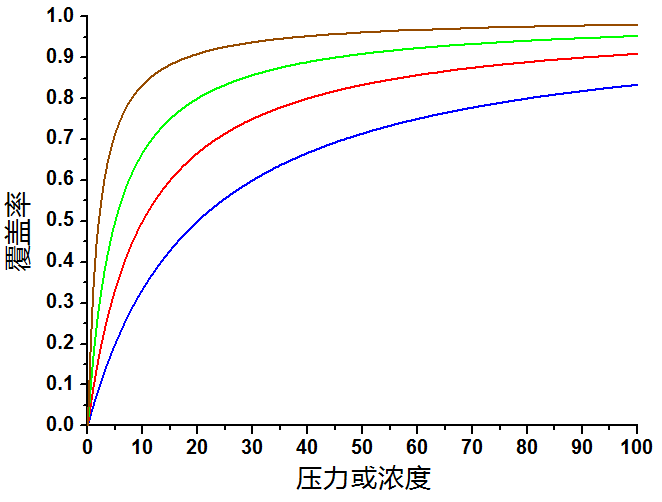
朗缪尔等温线。从蓝、红、绿到棕，常数值不断增加

朗缪尔方程（英語：Langmuir equation，亦称为朗缪尔等温线、朗缪尔吸附方程或蘭牟而方程式或希尔-朗缪尔方程）建立了在一定温度下分子在固体表面的覆盖范围或吸附情况与固体表面之上介质的气压或浓度之间的关系。此方程由歐文·朗繆爾于1916年建立。此方程表达为：
{\displaystyle \theta ={\frac {\alpha \cdot P}{1+\alpha \cdot P}}}
{\displaystyle \theta }是表面覆盖范围分数，{\displaystyle P}是气体压力或浓度，{\displaystyle \alpha }为常数。
常数{\displaystyle \alpha }即为朗缪尔吸附常数并且随着吸附结合能的增加或温度的减少而增加。

## 公式推导
朗缪尔方程由空间表面位点（{\displaystyle S^{*}}）、微粒（{\displaystyle P}）与填满表面位点（{\displaystyle SP}）三者之间平衡而导出。
{\displaystyle S^{*}+P\rightleftharpoons SP}
平衡常数 {\displaystyle K}由此方程给出：
{\displaystyle K={\frac {[SP]}{[S^{*}][P]}}}
因为填满表面位点（{\displaystyle SP}）的数量与θ成比例、未填满表面位点（{\displaystyle S^{*}}）的数量与1-θ成比例且微粒的数量与气压或浓度（p）成比例，此方程可被重写为：
{\displaystyle \alpha ={\frac {\theta }{(1-\theta )p}}}
式中{\displaystyle \alpha }为常数。
整理为以下形式：
{\displaystyle \theta =\alpha (1-\theta )p}
{\displaystyle \theta =p\alpha -p\theta \alpha }
{\displaystyle \theta +p\theta \alpha =p\alpha }
{\displaystyle \theta (1+p\alpha )=p\alpha }
从而导出朗缪尔方程：
{\displaystyle \theta ={\frac {\alpha \cdot p}{1+\alpha \cdot p}}}
亦存在其他有关吸附的方程，例如特姆金方程或弗罗因德利希方程。朗缪尔方程（作为一种化合物吸附到结合位点与结合位点相对占位之间关系的方程）是等价于希尔方程的。

## 统计力学推导
在以下前提下，可以使用统计力学方法推导出朗缪尔吸附等温线：

1. 假设有M个活性位点以供N个微粒结合。
 
2. 一个活性位点只能被一个微粒所占有。

3. 所有活性位点都是相互独立的。一个位点被占有的概率是与邻近位点的状态无关的。
N个微粒被吸附到M个位点之系统的配分函数（假设位点较微粒数量多）为：
{\displaystyle Q(N,M,T)={\frac {M!}{N!(M-N)!}}(q\lambda )^{N}}
其中{\displaystyle q\lambda }是每个微粒的分布函数：
{\displaystyle q=q_{v}(T)^{3}}且{\displaystyle \lambda =e^{\beta \mu }}.
如果我们允许微粒的数量增加以便所有位点被占有，配分函数就变成了：
{\displaystyle \Xi (\mu ,M,T)=\sum _{N=0}^{M}Q(N,M,T)=\sum _{N=0}^{M}{\binom {M}{N}}(q\lambda )^{N}=(1+q\lambda )^{M}}
我们可以看出对于单个活性位点的此配分函数可被表示为
{\displaystyle \xi =1+q\lambda }。
现可以很容易地算出被占有空位的平均数。
{\displaystyle \langle N\rangle ={\frac {\partial {\ln {\Xi (\mu ,M,T)}}}{\partial {\beta \mu }}}=M{\frac {\partial {\ln {\xi (\mu ,M,T)}}}{\partial {\beta \mu }}}}
重整
{\displaystyle \langle s\rangle ={\frac {<N>}{M}}={\frac {\partial {\ln {\xi (T)}}}{\partial {\beta \mu }}}=\lambda {\frac {\partial \ln {\xi (T)}}{\partial \lambda }}}
最终：
{\displaystyle \langle s\rangle ={\frac {q\lambda }{1+q\lambda }}}

## 方程拟合
朗缪尔方程可被表示为：
{\displaystyle {\Gamma }=\Gamma _{max}{\frac {Kc}{1+Kc}}}
其中K为朗缪尔平衡常数，c为水溶液浓度（或气体分压），Γ为吸附量，Γmax为当c增加时的最大吸附量。
平衡常数实际由{\displaystyle \Gamma _{max}}给出：

{\displaystyle {\Gamma (c=K^{-1})}=\Gamma _{max}{\frac {KK^{-1}}{1+KK^{-1}}}={\frac {\Gamma _{max}}{2}}}
朗缪尔方程可以通过线性回归与非线性回归方法拟合到数据上。 
常用的线性回归方法有：莱恩威弗-伯克、伊蒂-霍夫斯第、斯卡查德与朗缪尔法。
对朗缪尔方程取双倒数就得到了莱恩威弗-伯克方程：
{\displaystyle {\frac {1}{\Gamma }}={\frac {1}{\Gamma _{max}}}+{\frac {1}{\Gamma _{max}Kc}}}
以(1/Γ)对(1/c)作图，得到斜率即为1/(ΓmaxK)而截距即为1/Γmax。莱恩威弗-伯克回归对错误数据很敏感，且容易被低浓度范围的数据导致偏差。此种作图法于1934年被提出。其他常见的朗缪尔方程线性形式是伊蒂-霍夫斯第方程：
{\displaystyle \Gamma =\Gamma _{max}-{\frac {\Gamma }{Kc}}}
以(Γ)对(Γ/c)作图，得到斜率即为-1/K而截距即为Γmax。
伊蒂-霍夫斯第回归在拟合低浓度范围的数据区时会产生一些偏差。此种作图法于1942年与1952年被提出。
整理式子得到斯卡查德回归：
{\displaystyle {\frac {\Gamma }{c}}=K\Gamma _{max}-K\Gamma }
以(Γ/c)对(Γ)作图，得到斜率即为-K而截距即为KΓmax。
斯卡查德回归容易被高浓度范围的数据导致偏差。此种作图法于1949年被提出。
注意，如果互换x轴与y轴，则此种回归就会转换为之前所讨论的莱恩威弗-伯克回归。最后要介绍的常见线性回归是由朗缪尔亲自于1918年提出的：
{\displaystyle {\frac {c}{\Gamma }}={\frac {c}{\Gamma _{max}}}+{\frac {1}{K\Gamma _{max}}}}
以(c/Γ)对(c)作图，得到斜率即为1/Γmax而截距即为1/(KΓmax)。
此种回归方法常被错误地叫为哈内斯-伍尔夫回归。哈内斯-伍尔夫是于1932年与1957年被提出来拟合米氏方程的，后者在形式上与朗缪尔方程较为相似。然而，朗缪尔在1918年提出了这个线性回归方法，且在应用到吸附等温线领域时应被称为是朗缪尔线性回归。朗缪尔回归对错误数据有着极低的敏感度。它在拟合中高浓度范围的数据区时会产生一些偏差。
有两种非线性最小二乘法（NLLS）回归方法可以被用于将朗缪尔方程拟合到数据集上。他们的区别仅仅在于如何定义拟合优度。在v-NLLS回归法中，最佳拟合优度被定义为：在被拟合曲线与数据之间垂直误差最小的曲线。在n-NLLS回归法中，最佳拟合优度被定义为：在被拟合曲线与数据之间法向误差最小的曲线。使用垂直误差是NLLS回归标准的最常见形式。基于法向误差的定义较为少见。法向误差是指参考点离被拟合曲线最近点之间的误差。他之所以被称为是法向误差是因为样本轨道是法向（即成直角）着曲线的。
普遍存在一种错误印象，那就是认为NLLS回归法可以避免偏差。然而需要重视的是，v-NLLS回归法在拟合低浓度范围的数据区时会产生偏差。这是因为朗缪尔方程的曲线在低浓度区会急剧上升，这导致如果回归在此区域不能很好地拟合图形的话，就会产生较大的垂直误差。相反，n-NLLS回归法对于拟合吸附等温线的任何区域来说都不会有任何明显地偏差。
然而，线性回归对于例如Excel或手持计算器等简单程序来说执行相对简单一些，非线性回归更难解决。NLLS回归法对于任意一款电脑程序执行效果都最佳。